# Hotel Zlatý Lev
Hotel Zlatý Lev je ubytovací zařízení nacházející se v ulici Oblouková v centru města Žatec. Čtyřpodlažní budova hotelu má 27 čtyřhvězdičkových pokojů různých velikostí. Ve sklepních prostorech hotelu se nachází restaurace.

## Historie
Historie hotelu sahá do 19. století, za první republiky patřil k vyhlášeným hotelům města. Od 90. let 20. století byl hotel Zlatý Lev uzavřen, střídali se majitelé a hledaly se peníze na nákladnou přestavbu. Znovuotevřen byl po celkové rekonstrukci nizozemskou firmou ve čtvrtek 25. září 2008. Znovuotevření hotelu se zúčastnil hejtman Jiří Šulc a další hosté.